# Dogma (альбом)
Dogma — восьмой студийный альбом японской visual-key-рок-группы the GazettE, вышедший 26 августа 2015 года в Японии и 2 октября 2015 года в Европейском союзе и России.
Альбом вышел в трёх изданиях. Обычное издание включает в себя только CD с 14 песнями. Первое ограниченное издание включает в себя CD с 14 песнями и DVD с клипом на песню DOGMA. Второе ограниченное издание помимо CD и DVD с клипом на песню DOGMA и видео создания клипа, имеет документальную съёмку из тура группы 13 at Nippon Budokan, концертный клип на песню DEUX, видео с текстом песни Ominous и сборник из видео-трейлеров показанных перед выходом альбома. Кроме дисков, второе ограниченное издание поставлялось с брошюрой, в которой имеются интервью с участниками группы, фотоальбомом и заметками к альбому.

## Список композиций
Все тексты написаны Руки.
| №   | Название                   | Автор(ы) | Длительность |
| --- | -------------------------- | -------- | ------------ |
| 1.  | «Nihil (Ничего)»           | Руки     | 1:16         |
| 2.  | «Dogma»                    | Руки     | 4:28         |
| 3.  | «Rage (Ярость)»            | Руки     | 3:27         |
| 4.  | «Dawn (Рассвет)»           | Руки     | 3:50         |
| 5.  | «Deracine (Искоренённый)»  | Уруха    | 3:44         |
| 6.  | «Bizarre (Странная)»       | Руки     | 3:31         |
| 7.  | «Wasteland (Пустошь)»      | Аой      | 3:19         |
| 8.  | «Incubus (Инкуб)»          | Руки     | 3:37         |
| 9.  | «Lucy (Люси)»              | Руки     | 3:22         |
| 10. | «Grudge (Затаённая обида)» | Аой      | 4:04         |
| 11. | «Paralysis (Паралич)»      | Уруха    | 3:19         |
| 12. | «Deux (Два)»               | Руки     | 3:59         |
| 13. | «Blemish (Порок)»          | Руки     | 3:25         |
| 14. | «Ominous (Зловещий)»       | Руки     | 5:18         |

| №  | Название       | Длительность |
| -- | -------------- | ------------ |
| 1. | «Dogma (клип)» | 4:41         |

| №  | Название                                  | Длительность |
| -- | ----------------------------------------- | ------------ |
| 1. | «DOCUMENTARY OF [-13-] AT Nippon Budokan» | 16:51        |
| 2. | «Deux (концертный клип)»                  | 3:59         |
| 3. | «Ominous (видео с текстом песни)»         | 5:20         |
| 4. | «Видео создания клипа Dogma»              | 4:20         |
| 5. | «Сборник видео-трейлеров»                 | 3:50         |

## Позиция в чартах и продажи
В Японии альбом достиг #3 позиции в чарте Oricon продержавшись в нём 8 недель. Продажи в Японии за первую неделю составили: 18 102 копии.